# HAPPY SWING 20th Anniversary SPECIAL LIVE 〜We Happy Swing〜 Vol.2
『HAPPY SWING 20th Anniversary SPECIAL LIVE 〜We♡Happy Swing〜 Vol.2』（ハッピー・スウィング・トゥエンティース・アニバーサリー・スペシャル・ライブ ウィー・ラヴ・ハッピー・スウィング
ボリューム.2）は、GLAYが2016年12月21日にリリースしたライブDVDおよびBlu-ray。

## 概要
- 2016年7月31日に幕張メッセで行われたファンクラブ発足20周年を記念した会員限定ライブを収録している。
- SPECIAL BOXは一般発売がされておらず、G-DIRECTにてファンクラブ会員限定で発売され、通常版のDVDのみが一般発売された。
- 限定版には特典映像やブックレットだけでなく、TERUプロデュースの500ピースにも及ぶジグソーパズルも封入されている[2]。

## 収録曲
※本編は、SPECIAL BOX 、通常版いずれも同内容。
1. HAPPY SWING
2. TIME
3. neverland
4. ストロベリーシェイク
5. Scoop
6. Ruby's Blanket
7. 運命論
8. MUSIC LIFE
9. HIT THE WORLD CHART!
10. LOVE SLAVE
11. LEVEL DEVIL
12. YOU MAY DREAM
13. Lovers change fighters, cool
14. ACID HEAD
15. 週末のBaby talk
16. Lock on you
17. RainbirD
18. Little Lovebirds
19. 疾走れ!ミライ
20. BLEEZE
21. デストピア
22. アイ
23. 1988
24. Cynical
25. 微熱Ⓐgirlサマー
26. 彼女はゾンビ

ENCORE
1. 超音速デスティニー
2. 彼女の"Modern…

◎「〜We♡Happy Swing〜 Vol.2を徹底レポート！ ライブ以外でも大盛り上がりの多彩なブースを紹介！」
※SPECIAL BOXのみ

◎「〜We♡Happy Swing〜 Vol.2ソロアングル」
- ストロベリーシェイク（JIRO ver.）
- Ruby's Blanket（JIRO ver.）
- LOVE SLAVE（TAKURO ver.）
- YOU MAY DREAM（TAKURO ver.）
- HIT THE WORLD CHART!（TERU ver.）
- Little Lovebirds（TERU ver.）
- デストピア（HISASHI ver.）
- 彼女はゾンビ（HISASHI ver.）